# THE END OF THE CENTURY
『THE END OF THE CENTURY』（ジ・エンド・オブ・ザ・センチュリー）は、日本のヘヴィメタルバンドである聖飢魔IIの第二大教典。
魔暦紀元前13年（1986年）4月2日にCBS・ソニーのFITZBEATレーベルから発布された2作目のオリジナル・アルバム。前作『聖飢魔II〜悪魔が来たりてヘヴィメタる』（1985年）よりおよそ7か月ぶりに発布された大教典であり、作詞はダミアン浜田およびデーモン小暮、作曲は浜田およびジェイル大橋、また初のバンド自身によるセルフ・プロデュース作品となった。
本作は浜田による制作曲の集大成となっており、聖飢魔IIの初期代表曲が多く入っている。さらに前作より加入した大橋による制作曲が初めて収録されている。本作からシングルカットされた「蠟人形の館」はヒット曲となり、テレビ番組への露出が加速度的に増加したことも影響し、オリコンアルバムチャートでは最高位第5位で売り上げ枚数は14.0万枚と前作を超えるセールスとなったほか、同バンドのオリジナル・アルバムとしては最も売り上げの高い作品となった。
本作を受けたミサ・ツアーは各会場とも満員札止めとなったが、アイドル的な人気が出たことで事務所に対して取材依頼が殺到する事態となったことも影響し、対応に追われた構成員の中には不満を持つ者も現れ、また実力不足を自認していたベース担当のゾッド星島は本作発布後にバンドからの脱退を表明することとなった。

## 背景
魔暦紀元前14年（1985年）9月21日に聖飢魔IIは1作目となる大教典『聖飢魔II〜悪魔が来たりてヘヴィメタる』を発布、同作はオリコンアルバムチャートにおいて最高位第30位の登場週数17回で、売り上げ枚数は3.8万枚となった。最終的に同作の売り上げは日本のヘヴィメタル史上初めて、総合で10万枚を突破することとなった。当時『YOUNG GUITAR』や『ロッキンf』などの音楽誌が聖飢魔IIのデビューを取り上げていたほかに、ジャパニーズ・メタルのブームが始まっていたことも影響し、地方の音楽ファンからも聖飢魔IIは一定の知名度を得ている状態であった。当時の宣伝担当は「強烈なビジュアルと、キャラクター。でもそれだけのイメージになってしまうと寿命が短い。そこへいくと聖飢魔IIは音楽的な裏付けがあるバンドだったし、雑誌で、活字だけでなく、グラビア的に積極的な露出をしていってもつぶれない。プロモーション的にはやりやすかったね。メディアの受けはすごく良かったし」と述べている。また、聖飢魔IIが初めて正式に出演したテレビ番組はフジテレビ系バラエティ番組『冗談画報』（1985年 - 1988年）であり、その後も同番組のリクエスト特集で聖飢魔IIの出演を望む声が多くあったことから、小暮は聖飢魔IIが他のヘヴィメタルバンドとは異質な存在であり、茶の間にヘヴィメタルを届ける役割を担った存在であると述べている。
聖飢魔IIは他のヘヴィメタルバンドと同様に地道なライブ活動で徐々に動員を増やし、1986年1月10日には初の大ホール公演となる日本青年館において大黒ミサを行った。3月25日にデーモン小暮は悪魔の出で立ちで早稲田大学の卒業式に出席、警備員に入場を拒否されたものの「皆は、スーツ姿、つまり卒業して社会人になった時の姿で来ている。吾輩はこの姿で生活していくのだから」と主張、会場内への入場を許可されることとなった。また小暮は3月21日に日本テレビ系深夜番組『11PM』（1965年 - 1990年）に出演したほか、4月1日にフジテレビ系バラエティ番組『森田一義アワー 笑っていいとも!』（1982年 - 2014年）の1コーナーである「テレフォンショッキング」に出演、4月3日にフジテレビ系バラエティ番組『夕やけニャンニャン』（1985年 - 1987年）にと立て続けにテレビ番組に出演することとなった。これらの番組へのブッキングは2月から3月の間に行われており、小暮は最初にフジテレビが聖飢魔IIに対して強い興味を示していたことを裏付けていると述べている。エース清水は当時の状況について、ディレクターであったサテュロス丸沢よりデビュー当時から「ボケでいてほしい」という要望があり、それがエスカレートして「バラエティにどんどん出ていくべきだと。極端な方向にいっていたようなところもある」と述べている。清水はミュージシャンシップに富んでいたジェイル大橋はあまり好ましく思っていなかったことや、自身も「出て行くなら出て行くで、やり方はあるんじゃないかな? とは俺なりに思ってた」とも述べている。

## 録音、音楽性
本作は聖飢魔IIとしては初のセルフ・プロデュースで制作された作品であり、前作と比較してレコーディングのノウハウが身に付いた状態で行われたと小暮は述べている。本作収録曲である「FIRE AFTER FIRE」は大橋がアマチュア時代に制作した楽曲であり、浜田による制作曲以外でもこの時点ではアマチュア時代の貯蓄に頼っている段階であるが、「DEMON'S NIGHT」はデビュー後に初めて制作された楽曲であると小暮は述べている。清水は当初浜田の制作した楽曲に対して如何に面白味を出すかという方向性で活動していたが、大橋が制作する楽曲は当時台頭していたモトリー・クルーやラットなどを代表とするLAメタルに通ずる疾走感を持った楽曲が多かったと述べている。「FIRE AFTER FIRE」について清水は、ギターのリフとバッキングのコードが不協和音になっている点を指摘しているが、それを含めて成立した楽曲であるために「ロックってそもそもそんなもんだから、出発点がね。音がぶつかっていようが、そういうのを超えるカッコいいものがあることは、十分分かっていたしね」と述べている。
ライデン湯沢はレコーディング・エンジニアの川部修久がドラムスがより上手く聴こえるテクニックを持ったエンジニアであったため、本作のレコーディングは楽しめたと述べている。またレコーディングの際に大橋は湯沢のドラムス演奏に対して「ここのフィルはこうだな」や「違うな―、そうじゃないんだよ」などと多くの指摘を行っており、それに対し湯沢は当時大橋と仲は良かったものの指摘の多さを嫌悪していたと述べている。第三大教典『地獄より愛をこめて』（1986年）から聖飢魔IIに参加したゼノン石川は聖飢魔IIに馴染むために本作を聴いて勉強したと述べており、本作で得た感触のまま他の構成員とセッションしたところギャップを感じたと述べている。石川はハードロックバンドにおいてはライブ演奏における実際のプレイなどレコード上では表現しきれない部分が多くあると痛感したと述べた他、「実際に聖飢魔IIに入ってプレイをした時に、自分が思い描いていたものを少しずつ修正していく必要があったわけだよね」と述べている。第四大教典『BIG TIME CHANGES』（1987年）から聖飢魔IIに参加したルーク篁は前作と同様に本作も冒頭にイントロダクションとなるインストゥルメンタルが収録されていることを指摘、名刺代わりに聖飢魔IIのバンドとしてのスタイルを示す必要性があったと推測している。浜田の制作曲に関してはリフやツイン・リードギターなどの決め事はあるものの、後年のライブでは異なるアレンジで演奏することや元のバージョンにはギターソロがないためにライブ演奏時には篁自身が追加するなどの行為を行っていると述べている。

## 楽曲とテーマ
本作のCDブックレットには以下のメッセージが記載されている。
はじめのごあいさつ
デーモン小暮
信愛なる悪魔教の信者諸君ごきげんよう。実は吾輩もごきげんよいのである ムハッハッハ……。待望のニューアルバムだぞえ、皆の者喜べ! 心してよく聞くのだ!
今回選曲の各曲は“怪奇物語”というイメージ・テーマに基づき、我々聖飢魔IIの教えが聞く度ごとに諸君たちの心に刻み込まれてゆく仕組みになっており、どれも快作ばかりである、と自負する次第だ。とりわけ、このCDを買ったお前! 実に運がよいぞ。こちらのバージョンでは、時間的に制限のあるLPに入り切ることのできなかった2曲が含まれているばかりでなく、他の全曲もロング・バージョン、吾輩直々の「イントロ紹介風“怪奇物語”」があたかも辻説法の如く導入されており、この「デーモン新歌劇」と呼ぶにふさわしい正月映画娯楽巨編的完成度たるや、他のどの人類楽団にも比類なき、迫力満点・空前絶後・前代未聞の魑魅魍魎、絶対確実満員御礼・言語道断針小棒大の出来上がりを見せているのだ! （信者に多いと云われる受験生諸君、四文字熟語の勉強になっただろう。全部わかれば合格圏内! 聖飢魔IIは知らずのうちに受験勉強にも貢献してるぞ…と。すっかり話が逸れてしまった。閑話休題!）という訳で、もしこんなことを全く知らず、いきなり汝がこのCDを買ったのだとしたらこれはハッピーとしか言いようがない。さあ早速聞くのだ! 必ずやハッピーな諸君を不幸どん底に叩き落としてくれようぞムハハハハハハハ……ではまた会おう。—『THE END OF THE CENTURY』CDブックレットより

### Side A
1. 「聖飢魔IIミサ曲第II番「創世紀」」
1984年2月に「THE END OF THE CENTURY」に続いてダミアン浜田が完成させた曲[11]。当初は「新・聖飢魔IIのテーマ」というタイトルであったが、地球デビューに伴い改題された[11]。
2. 「THE END OF THE CENTURY」
前作収録曲であった「ROCK IN THE KINGDOM」に続いて1984年1月に制作された曲[12]。浜田は「世紀末」を意味する「歌詞のあるテーマ曲」というコンセプトで本曲を制作したと述べている[12]。しかし浜田の作曲スタイルは基本的に自由気ままなやりたい放題のものであったため、本曲のようにコンセプトありきでの制作は困難さを感じる部分もあったと述べている[13]。本曲は当初「CENTURY END」というタイトルで制作され、完成版と異なりギターソロの前にテンポの重たいパートが存在し、その部分で「血に飢えた狼たちよ、今こそ自らの牙で鎖を解き放て」というセリフが導入されていたが、本作収録に際してアレンジが変更された影響でそのパートは削除されることとなった[14]。
3. 「DEMON'S NIGHT」
聖飢魔IIの地球デビュー後に制作された初の楽曲[9]。
4. 「悪魔の讃美歌」
デビュー以前の1984年秋に浜田によって制作された曲であり、アマチュア時代に作曲した最後の曲となった[注釈 1][16]。本曲では浜田が初めてデモテープ制作時に打ち込みでドラムスを入れ、4チャンネルのマルチトラック・レコーダーを使用して制作された[15]。浜田はデビューに向けて楽曲制作のためにドラムマシンとマルチトラック・レコーダーを購入したが、それ以降全く作曲が出来なくなりプロのミュージシャンとして活動していく自身を失い聖飢魔IIから脱退することとなった[17]。本曲の前口上は元々存在したものではなく、本作の吹き込み作業の際にスタジオにて小暮が丸沢とともに考案した[18]。

### Side B
1. 「JACK THE RIPPER」
小教典「蠟人形の館」のB面曲であり、切り裂きジャックを題材とした曲。当初は「衝動殺人者RAY」というタイトルで、聖飢魔IIの前身となる「RAY」というバンドで演奏されていた[19]。後に「衝動殺人者」に改題され、さらに聖飢魔IIの楽曲として「JACK THE RIPPER」に改題された[19]。本曲はブラック・サバスの「悪魔的」要素、スコーピオンズの「暴力的」要素、ジューダス・プリーストの「背信」「背徳」要素にシンパシーを感じた浜田によって、初めて制作された楽曲となっている[20]。また、レインボーの様式美に影響された結果制作されたのが「衝動殺人者」であり、当初はイントロの序章部分がなかったが後に浜田の要望により追加された[21]。浜田は曲先で制作を行うタイプであり、間奏やアウトロもすべて完成させてから作詞を行う手順で楽曲を完成させていると述べており、本曲も同様の手順で制作された[22]。小暮は浜田が制作する楽曲の秀逸な部分として序章が存在することを挙げており、浜田脱退後の楽曲制作においても本編とテンポが異なる序章を制作する発想にならず、後に至るまで本曲の序章から本編に至るまでの展開を超える楽曲が制作できていないと述べている[21]。
2. 「蠟人形の館」
1枚目の小教典。詳細は「蠟人形の館」を参照。
3. 「怪奇植物」
1983年秋に「魔王凱旋」の後に制作された曲[12]。本曲は元々浜田が早稲田フォークソングクラブに所属していた女性ボーカルのバンドから依頼されて制作した曲であり、当初は「魔女ダーリア」というタイトルであった[12]。しかしそのバンドで本曲は不採用となり、聖飢魔II用に歌詞を変更して「怪奇植物」と改題されることになった[12]。また、本曲のリフは大橋によって変更されている[23]。
4. 「FIRE AFTER FIRE」
本曲の前口上として導入されている「血に飢えた狼たちよ、今こそ自らの牙で鎖を解き放つ時が来たのだ」というセリフは元々「THE END OF THE CENTURY」のデモバージョンにて使用されていたものであり、浜田が考案したものであった[14]。そのため本曲とは全く関係のないセリフであるが、後に至るまでライブ演奏時にこの前口上は本曲の前で使用されている[24]。

## リリース、チャート成績
本作は魔暦紀元前13年4月2日にCBS・ソニーのFITZBEATレーベルからLPおよびCT、CDの3形態で発布された。当時聖飢魔IIが所属していたFITZBEATは中高生が購入しやすい価格設定にするため、通常のLPが3200円から3500円で販売されていたところを、ミニ・アルバムの形式で1500円という廉価で販売する方針を取っていた。そのため前作『聖飢魔II〜悪魔が来たりてヘヴィメタる』（1985年）および本作のLP盤はミニ・アルバム形式となっている。それを受けて本作のLP盤は33r.p.m.の12インチディスクで発布されたため、2曲が省かれた全6曲となった他に各曲イントロの説法も収録されていない。本作の帯に記載されたキャッチフレーズは「悪魔救世主伝説 これを聴いた者だけが人類滅亡を笑って迎えることができる!? どうせ死ぬなら聴かなきゃ損! 損!」であった。
本作のLP盤はオリコンアルバムチャートにおいて最高位第5位の登場週数24回で、売り上げ枚数は14.0万枚となった。本作からのシングルカットとして同時発布された「蠟人形の館」はオリコンシングルチャートにおいて最高位第17位の登場週数19回で売り上げ枚数は9.2万枚とヒットしたこともあり、前作を超える売り上げ枚数となった。2013年7月17日にソニー・ミュージック在籍時の聖飢魔IIのアルバム5作が復刻された際に、本作もリマスター盤のBlu-spec CD2仕様にて再リリースされ、同日にはソニー・ミュージック在籍時の全83曲がiTunesやmoraなどで配信が開始された。

## プロモーション、ツアー
本作の発布と前後して聖飢魔IIへの世間からの注目度は加速度的に上がっていき、本作を受けてのミサ・ツアーでは各会場で動員記録を塗り替えた上に満員札止めとなり、会場の外には入れなかった観客が並んでいる状態となった。テレビ番組への出演も増加し、日本テレビ系音楽番組『歌のトップテン』（1986年 - 1990年）やフジテレビ系音楽番組『夜のヒットスタジオDELUXE』（1985年 - 1989年）に出演したほか、タモリの推薦により『冗談画報』にも再度出演することとなった。『夕やけニャンニャン』においては「悪魔ちゃん教えて」というレギュラーコーナーまで担当することとなった。
小暮によれば当時は思いもよらない事態に巻き込まれた状態となっており、アイドル的人気が出たことで取材の依頼が殺到していたが、音楽関係の所属事務所であったことから芸能プロダクションの経験者がおらずに対応しきれない状態が続いていたという。またこれらの影響に翻弄されていた構成員の間にも様々なトラブルが発生するようになり、作曲する時間が取れないことや給料が安いことなどに対する不満の声が上がるようになったと小暮は述べている。ベース担当であったゾッド星島は本作のレコーディング時にイントロでベースソロを弾くことを提案されるもまったく弾けず、「みんなが演奏力があって、俺だけ下手だな」と卑下するようになり、それにも拘わらず練習しない自分に嫌気がさしたことも重なり、4月18日の大阪BIG BANG公演終了後の打ち上げにおいてバンドからの脱退を表明することとなった。星島の脱退理由はそれだけではなく、病弱な父親の問題や母親が活動を認めないなど両親を説得できなかったことも大きな要因となっていた。

## 批評
| 専門評論家によるレビュー | 専門評論家によるレビュー |
| レビュー・スコア         | レビュー・スコア         |
| 出典                     | 評価                     |
| ------------------------ | ------------------------ |
| CDジャーナル             | 肯定的                   |
| TOWER RECORDS ONLINE     | 肯定的                   |

批評家たちからの本作のサウンド面に関する評価は概ね肯定的なものとなっている。音楽情報サイト『CDジャーナル』では、聖飢魔IIのコスチュームがキッス風であることやコンセプトがブラック・サバス風であることを指摘した上で、「サウンド、ヴォーカル、詞の内容ともヘヴィ・メタ独得のオドロオドロしくも大袈裟なノリが感じられる」と肯定的に評価、音楽情報サイト『TOWER RECORDS ONLINE』では、バンドによるセルフ・プロデュースであることやダミアン浜田による楽曲の集大成になっていることを指摘、また聖飢魔IIの初期代表曲が多数収録されている上にジェイル大橋の作曲者としての才能が開花したと述べた上で「次作への布石となった作品」と肯定的に評価した。

## 収録曲

### LP
- LP付属の歌詞カードに記載されたクレジットを参照[35]。

| #         | タイトル                                           | 作詞         | 作曲         | 時間  |
| --------- | -------------------------------------------------- | ------------ | ------------ | ----- |
| 1.        | 「THE END OF THE CENTURY」(The End Of The Century) | ダミアン浜田 | ダミアン浜田 | 4:18  |
| 2.        | 「DEMON'S NIGHT」(Demon's Night)                   | デーモン小暮 | ジェイル大橋 | 4:56  |
| 3.        | 「悪魔の讃美歌」(Akuma No Sanbika)                 | ダミアン浜田 | ダミアン浜田 | 5:39  |
| 合計時間: | 合計時間:                                          | 合計時間:    | 合計時間:    | 14:53 |

| #         | タイトル                              | 作詞         | 作曲         | 時間  |
| --------- | ------------------------------------- | ------------ | ------------ | ----- |
| 1.        | 「蠟人形の館」(Roh-Ningyoh No Yakata) | ダミアン浜田 | ダミアン浜田 | 4:04  |
| 2.        | 「怪奇植物」(Kaiki-Shokubutsu)        | ダミアン浜田 | ダミアン浜田 | 4:59  |
| 3.        | 「FIRE AFTER FIRE」(Fire After Fire)  | デーモン小暮 | ジェイル大橋 | 6:03  |
| 合計時間: | 合計時間:                             | 合計時間:    | 合計時間:    | 15:06 |

### CT, CD
- CDブックレットに記載されたクレジットを参照[36]。また、1曲目はインストゥルメンタルとなっている。

| #         | タイトル                                                                    | 作詞         | 作曲         | 時間  |
| --------- | --------------------------------------------------------------------------- | ------------ | ------------ | ----- |
| 1.        | 「聖飢魔IIミサ曲第II番「創世紀」」(SEIKIMA II MISSA KYOKU No.II "SOHSEIKI") |              | ダミアン浜田 | 4:23  |
| 2.        | 「ジ・エンド・オブ・ザ・センチュリー」(THE END OF THE CENTURY)              | ダミアン浜田 | ダミアン浜田 | 4:08  |
| 3.        | 「デーモンズ・ナイト」(DEMON'S NIGHT)                                       | デーモン小暮 | ジェイル大橋 | 5:27  |
| 4.        | 「悪魔の讃美歌」(AKUMA NO SANBIKA)                                          | ダミアン浜田 | ダミアン浜田 | 6:30  |
| 合計時間: | 合計時間:                                                                   | 合計時間:    | 合計時間:    | 20:28 |

| #         | タイトル                                              | 作詞                       | 作曲         | 時間  |
| --------- | ----------------------------------------------------- | -------------------------- | ------------ | ----- |
| 5.        | 「ジャック・ザ・リッパー」(JACK THE RIPPER)           | ダミアン浜田、デーモン小暮 | ダミアン浜田 | 4:30  |
| 6.        | 「蠟人形の館」(ROH-NINGYOH NO YAKATA)                 | ダミアン浜田               | ダミアン浜田 | 5:42  |
| 7.        | 「怪奇植物」(KAIKI SHOKUBUTSU)                        | ダミアン浜田               | ダミアン浜田 | 5:41  |
| 8.        | 「ファイアー・アフター・ファイアー」(FIRE AFTER FIRE) | デーモン小暮               | ジェイル大橋 | 6:23  |
| 合計時間: | 合計時間:                                             | 合計時間:                  | 合計時間:    | 22:16 |

## スタッフ・クレジット
- CDバックカバーに記載されたクレジットを参照[37]。

### 聖飢魔II
- デーモン小暮 – ボーカル、ボイス
- エース清水 – ギター、コーラス
- ジェイル大橋 – ギター、コーラス
- ゾッド星島 – ベース、コーラス
- ライデン湯沢 – ドラムス、コーラス

### 参加ミュージシャン
- 高橋佐代子 (ZELDA) – コーラス（4 - 6曲目）
- 小嶋さちほ (ZELDA) – コーラス（4 - 6曲目）
- ZELDA OFFICE – コーラス（4 - 6曲目）
- "NAZO NO BAKABON" TSUDA – シンセサイザー、ピアノ

### 録音スタッフ
- 丸沢和宏 – ディレクター
- 津田直士 – アシスタント・ディレクター
- 川部修久 – エンジニア
- 加藤博美 – アシスタント・エンジニア
- 宮田信吾 – アシスタント・エンジニア
- 中村悦弘 – アシスタント・エンジニア
- 森村寛 – アシスタント・エンジニア

### 美術スタッフ
- 前田弘史 – デザイナー
- やぎかずよし – ビジュアル・コーディネーター
- 西川よしえ – 写真撮影
- 坂屋宏幸 – ビデオ・ディレクター

### その他スタッフ
- 岩井周三 (MUSIC CHASE) – ゼネラルマネージャー
- 平野喜久雄 (MUSIC CHASE) – マネージャー
- 山本健也 – プロモーション・チーフ
- 稲垣博司 – エグゼクティブ・プロデューサー
- 佐藤良明 – エグゼクティブ・プロデューサー

### リイシュー盤スタッフ
- 椿洋也（ソニー・ミュージックダイレクト） – A&R
- 塩月博之（ソニー・ミュージックスタジオ東京） – マスタリング
- 佐藤秀幸（ソニー・ミュージックコミュニケーションズ） – プロダクト・コーディネーション
- 坂井智明 (Blanchic) – アートワーク・リファインメント
- 中島健作 (Blanchic) – アートワーク・リファインメント

## リリース日一覧
| No. | リリース日    | レーベル                                 | 規格         | カタログ番号 | 最高順位 | 備考                   | 出典          |
| --- | ------------- | ---------------------------------------- | ------------ | ------------ | -------- | ---------------------- | ------------- |
| 1   | 1986年4月2日  | CBS・ソニー／FITZBEAT                    | LP           | 15AH-2017    | 5位      |                        | [ 2 ] [ 38 ]  |
| 2   | 1986年4月2日  | CBS・ソニー／FITZBEAT                    | CT           | 25KH 1835    | 47位     |                        | [ 39 ]        |
| 3   | 1986年4月2日  | CBS・ソニー／FITZBEAT                    | CD           | 32DH-392     | 47位     |                        | [ 34 ] [ 40 ] |
| 4   | 2013年7月17日 | ソニー・ミュージックダイレクト／GT music | BSCD2        | MHCL-30099   | -        |                        | [ 41 ] [ 27 ] |
| 5   | 2013年7月17日 | ソニー・ミュージックダイレクト           | AAC-LC       | -            | -        | デジタル・ダウンロード | [ 42 ]        |
| 6   | 2013年7月17日 | ソニー・ミュージックダイレクト           | ロスレスFLAC | -            | -        | デジタル・ダウンロード | [ 43 ]        |